# Маззара, Глен
Глен Маззара (англ. Glen Mazzara, род. 6 июля 1967, Нью-Йорк, Нью-Йорк, США) -  американский кинопродюсер и сценарист.

## Биография
Глен Маззара родился 6 июля 1967 года в Нью-Йорке, США. Он долгое время жил в этом городе, получив степень магистра по английскому языку в нью-йоркском университете. После этого Глен Маззара работал администратором больницы, пока в 1998 году не переехал в Лос-Анджелес, чтобы начать карьеру сценариста. Его первым крупным опытом стали сценарии к четвёртому и пятому сезонам популярного телесериала «Детектив Нэш Бриджес». Затем он присоединился к сериалу «Щит», где выступил как сценарист и исполнительный редактор первого сезона, а в дальнейшем был назначен продюсером. После этого Глен Маззара работал ещё над несколькими сериалами как сценарист и продюсер, и в 2010 году написал сценарий для серии «Пожар» телесериала «Ходячие мертвецы». 27 мая 2011 года он возглавил создание телесериала после ухода из проекта его основателя Фрэнка Дарабонта.

## Фильмография
| Год       | Название                                         | Оригинальное название            | Работа                  |
| --------- | ------------------------------------------------ | -------------------------------- | ----------------------- |
| 1998-2000 | Детектив Нэш Бриджес                             | Nash Bridges                     | сценарист               |
| 2002-2007 | Щит                                              | The Shield                       | кинопродюсер, сценарист |
| 2006      | Переговорщики                                    | Standoff                         | кинопродюсер, сценарист |
| 2007      | Жизнь как приговор                               | Life                             | кинопродюсер, сценарист |
| 2008      | Столкновение                                     | Crash                            | кинопродюсер, сценарист |
| 2009-2010 | Сестра Готорн/Хоторн                             | Hawthorne                        | кинопродюсер, сценарист |
| 2011      | Мыслить как преступник: Поведение подозреваемого | Criminal Minds: Suspect Behavior | кинопродюсер, сценарист |
| 2010-2013 | Ходячие мертвецы                                 | The Walking Dead                 | кинопродюсер, сценарист |